# Commiphora chaetocarpa
Commiphora chaetocarpa là một loài thực vật có hoa trong họ Burseraceae. Loài này được J.B.Gillett mô tả khoa học đầu tiên năm 1991.